# Brancelho
Le brancelho est un cépage noir du Nord-Ouest du Portugal, région du Vinho verde, qui est recommandé pour l'élaboration d'un vin rouge de qualité. Longtemps cultivé en hautain, il est aujourd'hui conduit sur cruzeta.

## Synonyme
Ce cépage est aussi connu sous les noms d'Alvarelhão Ceitão, Alvarelho, Brancelhão, Brancellao, Pirruivo, Varancelha, Varancelho, Verancelha, Vrancelha.